# Tuvalu
 Ovo je glavno značenje pojma Tuvalu. Za druga značenja pogledajte Tuvalu (razdvojba).
Tuvalu je otočna država u Tihom oceanu južno od Kiribatija i sjeverno od Fidžija.
Članica je Commonwealtha, a britanski kralj formalni je šef države. Po broju stanovnika je na pretposljednjem mjestu među državama svijeta, ispred Vatikana. Velik dio prihoda državnog proračuna dolazi od pristojbi za korištenje internetske domene Tuvalua – .tv.

## Prirodna obilježja
Tuvalu je smješten u jugozapadnom dijelu Tihog oceana. Sastoji se od 9 koraljnih otoka u nizu, od kojih je 5 atola. Na otocima nema izvora niti stalnih vodotoka. Vegetacija je skromna, tek kokosove palme.

### Klima
Klima je topla, tropsko-oceanska, s malo vremenskih promjena tijekom godine; prosječna temperatura je oko 30 stupnjeva; velika količina oborina s prosjekom oko 350 - (cm / m²) - i česte pojave uragana - teški cikloni su pogodili otoka 1894., 1972. i 1990. Najviše oborina ima u studenom i veljači. 

## Kratka povijest
Prvi stanovnici Tuvalua dolaze u 14. stoljeću sa Samoe i Tonge. Prvi Europljani koji si prolazili pokraj nekih otoka bili su Španjolci. Sredinom 19. stoljeća na otoke dolaze protestantski misionari, a 1892. godine Velika Britanija proglašava protektorat. 1. listopada. 1978. Tuvalu postaje parlamentarna monarhija u okviru Commonwealtha.  

## Gospodarstvo
Voćarstvo i ribarstvo su glavni gospodarski resursi na otocima. Oko 1000 turista godišnje posjeti Tuvalu. Državni prihodi najviše dolaze od filatelije i davanja u zakup internetske domene .tv. Oko 1000 radnika radi na susjednom otoku Nauru. BDP po stanovniku iznosi oko 1100 $. 

## Međunarodni odnosi
Tuvalu održava bliske odnose s Fidžijem i Australijom. Tuvalu također održava diplomatske odnose s Republikom Kinom (Tajvan), koja je i jedina nacija koja ima stalnu veleposlanstvo na otoku Tuvalu i jedan je od najvećih donatora financijske pomoći. Nijedno drugo veleposlanstvo ne postoji na otocima. SAD ima veleposlanstvo na otoku Fidžiju i tamošnji američki veleposlanik je akreditiran za diplomatske odnose i s Tuvaluom. 

### Tuvalu u svijetu
Tuvalu je članica nekoliko svjetskih organizacija: AsDB, Commonwealth, Ujedinjeni narodi, ESCAP, Intelsat, ITU, Sparteca, UNESCO, Svjetska trgovinska organizacija i druge.

## Administrativne oblasti
Stanovništvo Tuvalua je raštrkano na 9 otoka, od kojih su 5 atoli.  
Lokalne oblasti koje se sastoje od više od jednog otoka: 
- Funafuti
- Nanumea
- Nui
- Nukufetau
- Nukulaelae
- Vaitupu

Lokalne oblasti koje se sastoje od samo jednog otoka: 
- Nanumanga
- Niulakita
- Niutao

## Vanjske poveznice
- Službena stranica države  Arhivirana inačica izvorne stranice od 21. veljače 2011. (Wayback Machine)